# Gewöhnliche Langbauchschwebfliege

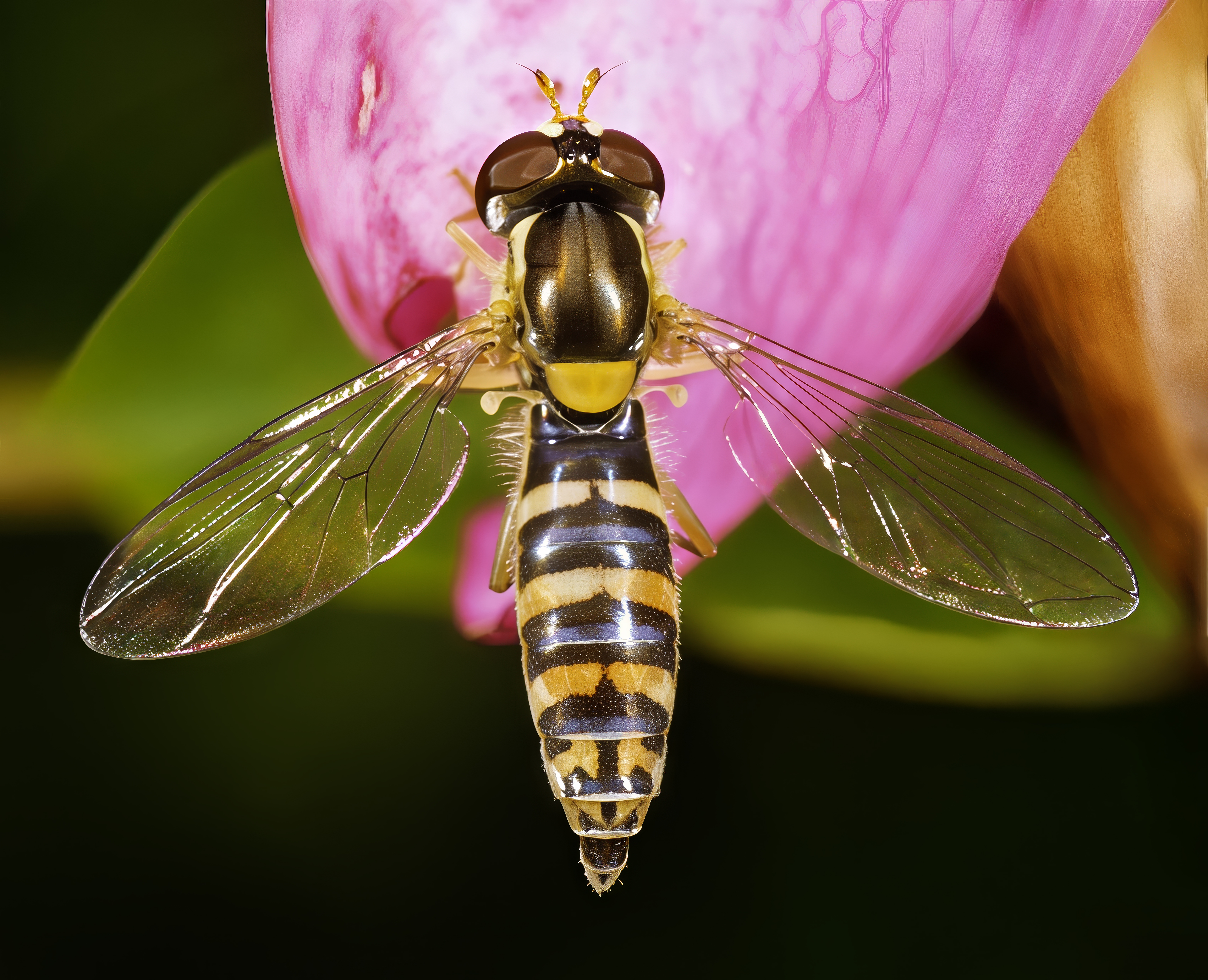
Weibchen

Die Gewöhnliche Langbauchschwebfliege (Sphaerophoria scripta) ist ein Insekt aus der Familie der Schwebfliegen (Syrphidae). Sie wird auch als Gemeine Langbauchschwebfliege oder Gemeine Stiftschwebfliege bezeichnet.

## Merkmale
Die Fliegen erreichen eine Körperlänge von 9 bis 12 Millimetern und haben einen langgestreckten, sehr schlanken Körperbau. Das Gesicht ist glänzend gelb gefärbt und besitzt mittig einen dunklen Höcker. Das Mesonotum ist schwarz und trägt seitlich gelbe Streifen, die bis zum Schildchen reichen. Dieses ist mattgelb gefärbt und gelb behaart, die Beine sind gelb. Die Flügel sind durchsichtig, das Flügelmal (Pterostigma) ist ebenso wie die Halteren und die Flügelschüppchen gelb. Der dunkle Hinterleib trägt breite gelbe Binden auf dem dritten bis vierten Segment, wobei diese schwarzgelbe Zeichnung variabel ist. Am vierten Tergit der Männchen befindet sich vorne ein gelbes Fleckenpaar. Das fünfte Tergit besitzt mittig eine schwarze Längslinie und seitlich sowohl an der Basis, als auch hinten jeweils ein Paar schwarzer Flecken. Das Weibchen hat dagegen an der Basis des sechsten Tergits einen braunschwarzen Mittelfleck und zwei Flecken am Hinterrand. Das siebte Tergit ist bei ihm rotbraun gefärbt und seitlich gelb. Die Weibchen kann man von anderen Arten der Gattung Sphaerophoria sicher aber nur mittels der Vergrößerung einer Lupe unterscheiden.

## Vorkommen
Die Gewöhnliche Langbauchschwebfliege kommt in der Holarktis und Orientalis vor. Sie ist die häufigste Art aus der Gattung Sphaerophoria, die von März bis Oktober in fast allen Biotopen und besonders im offenen Gelände angetroffen werden kann. Sie zählt zu den wandernden Schwebfliegenarten.

## Lebensweise
Die adulten Tiere ernähren sich von Pollen und Nektar, sind an den Blüten vieler verschiedener Pflanzenarten zu finden und können auf Grund des lang gestreckten Körpers auch Röhrenblüten besuchen. Die Weibchen legen bis zu 1000 Eier in Blattlauskolonien ab, die Larven ernähren sich dann von Blattläusen. Die Larve überwintert und verpuppt sich im Frühling.